# Каляшин, Александр Андреевич
Александр Андреевич Каляшин (24 января 1995, Свободный, Россия) — российский футболист, защитник. Кандидат в мастера спорта России.
Воспитанник Пензенского центра детского и юношеского футбола (тренер Александр Безроднов) и Академии футбола имени Коноплёва, в 2012—2013 годах выступал в первенстве ПФЛ за тольяттинскую «Академию». 4 апреля 2013 подписал контракт с московским «Динамо». 17 октября 2015 в матче 12 тура чемпионата России «Амкар» — «Динамо» дебютировал в составе основной команды, выйдя на замену на 18 минуте вместо получившего травму Томаша Губочана.
Выступал за юношескую сборную России 1995 г. р.